# 메수드 1세

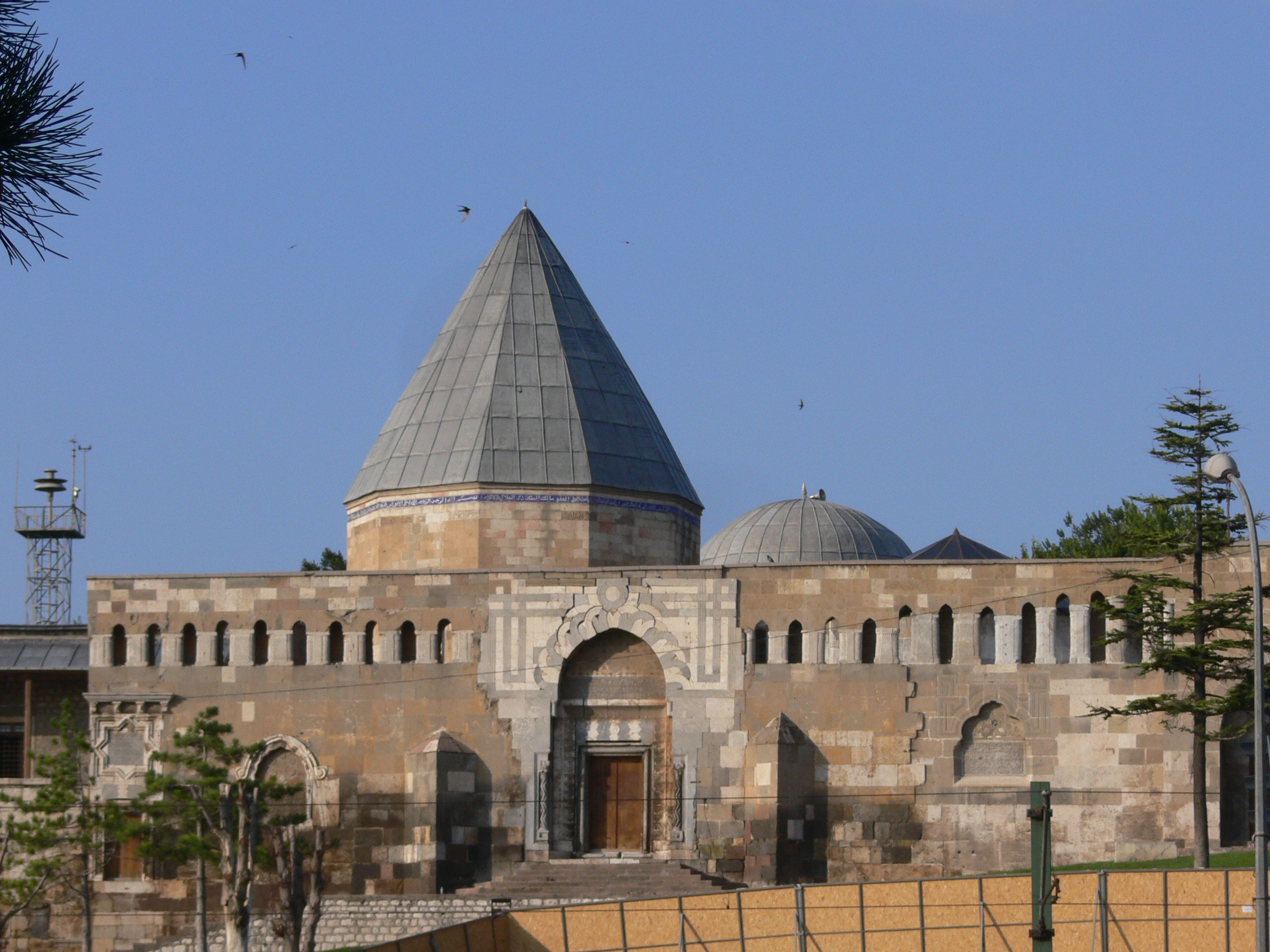
알라에딘 모스크

에뷜페트 엣술타뉠무아잠 이쥣뒨야 베딘 메수드 이븐 클르츠 아르슬란 엣셀주키(튀르키예어: Ebü’l-Feth es-Sultânü’l-Muazzam İzzüddünyâ ve’d-dîn Mes‘ûd b. Kılıcarslan es-Selcûkī; 1155년 죽음)는 클르츠 아르슬란 1세의 아들로, 룸 셀주크의 4번째 군주(재위: 1116년 ~ 1155년)이다. 메수드 1세는 39년 동안 군주로 군림하여 룸 셀주크 군주들 가운데 가장 오랜 기간 통치한 술탄이 되었다. 메수드 1세는 클르츠 아르슬란 이후 몰락한 룸 셀주크를 부활시켰다.

## 생애
이복형제 멜리크샤가 즉위한 후, 메수드 1세는 또 다른 이복형제 아랍과 함께 이코니온에 연금당했다. 그러나 1116년 비잔틴 제국과의 전쟁 과정에서, 병사가 부족했던 멜리크샤는 메수드를 풀어줄 수 밖에 없었다. 이후 그는 가지 이븐 다니쉬멘드와 협력하여 멜리크샤에 대한 반란을 일으켰다. 멜리크샤는 항복했으나, 메수드의 아타베그들은 멜리크샤를 장님으로 만들었다. 그리고 이듬해인 1117년에는 아예 처형했다.
재위 초기 메수드는 분명히 가지 이븐 다니쉬멘드의 봉신과 같은 지위였다. 하지만 무함마드 이븐 가지가 죽고 난 뒤 다니쉬멘드 왕조의 계승전쟁 과정에서 메수드는 권력을 강화했다. 다양한 다니쉬멘드 왕자들이 메수드에게서 동맹을 구걸했다. 뿐만 아니라, 말라테이아의 아인 알다울라는 메수드의 봉신이 되었다. 이외에도 메수드는 딸들을 아마세이아와 세바스테이아의 지배자인 야으바산과 카이사레아의 준눈에게 시집보내었다.
메수드의 외정도 좋은 결과를 낳았다. 우선 메수드는 마누일 1세 콤니노스가 이끄는 로마 제국군이 이코니온을 점령하는 것을 막아냈다. 그리고 1147년에는 제2차 십자군을 도릴라이온 전투에서 격파했다. 이후 메수드는 시리아에 대한 확장 정책을 펼쳤다. 1149년에는 마라트 알누만과 아인탑을 점령했다. 그 이듬해에도 십자군 국가의 영토를 점령하는데 성공했다.

## 주화 발행
메수드 1세는 룸 셀주크 군주 가운데 처음으로 주화를 발행하였다. 메수드의 동화의 앞면에는 그의 이름이 아랍어로 새겨져있었다. 그 뒷면에는 비잔틴 황제와 같은 모습이 새겨져 있었는데, 이는 알렉시오스 1세 콤니노스의 주화를 배껴온 것으로 보인다.